# Sárkány (település)

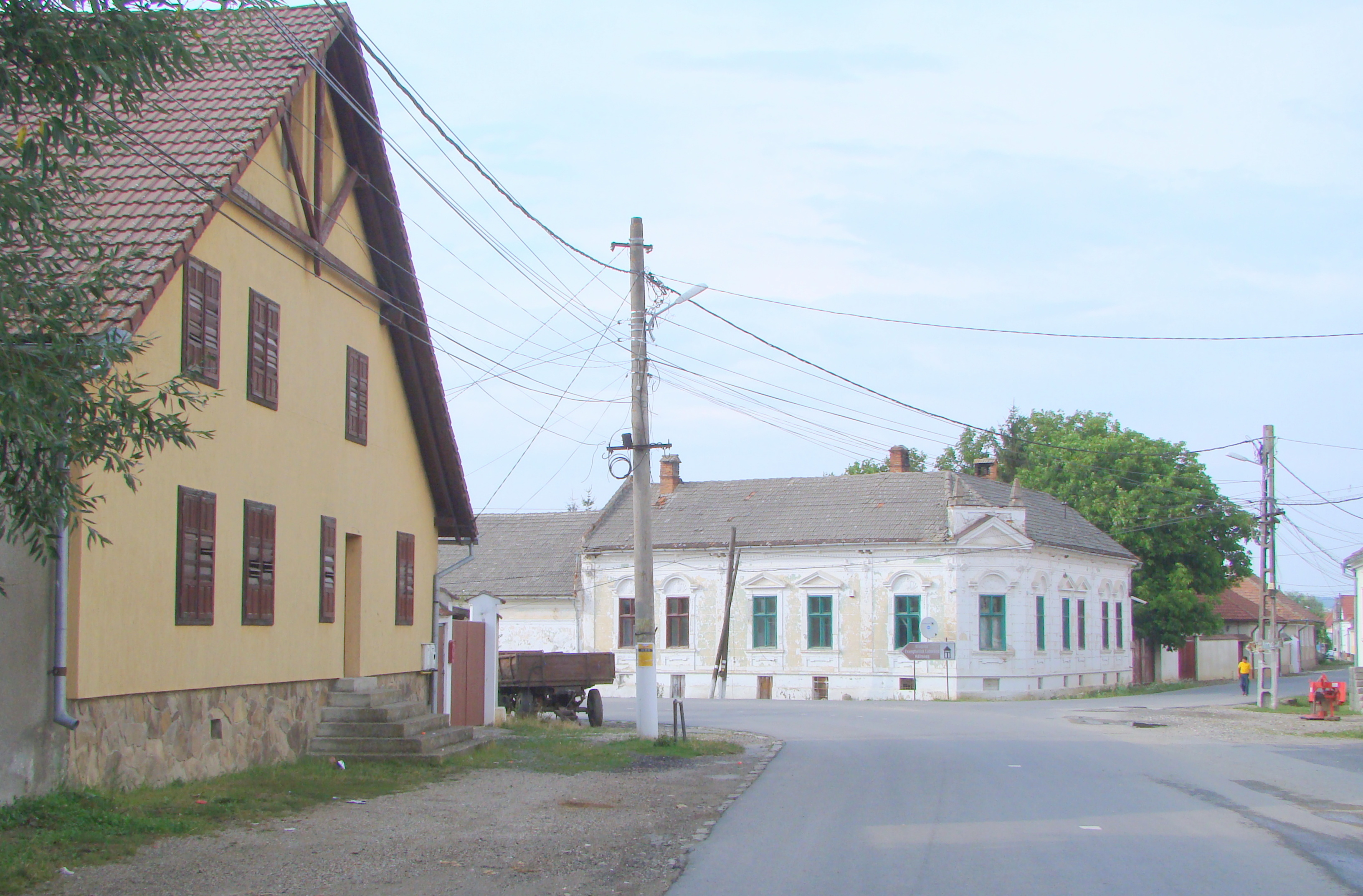

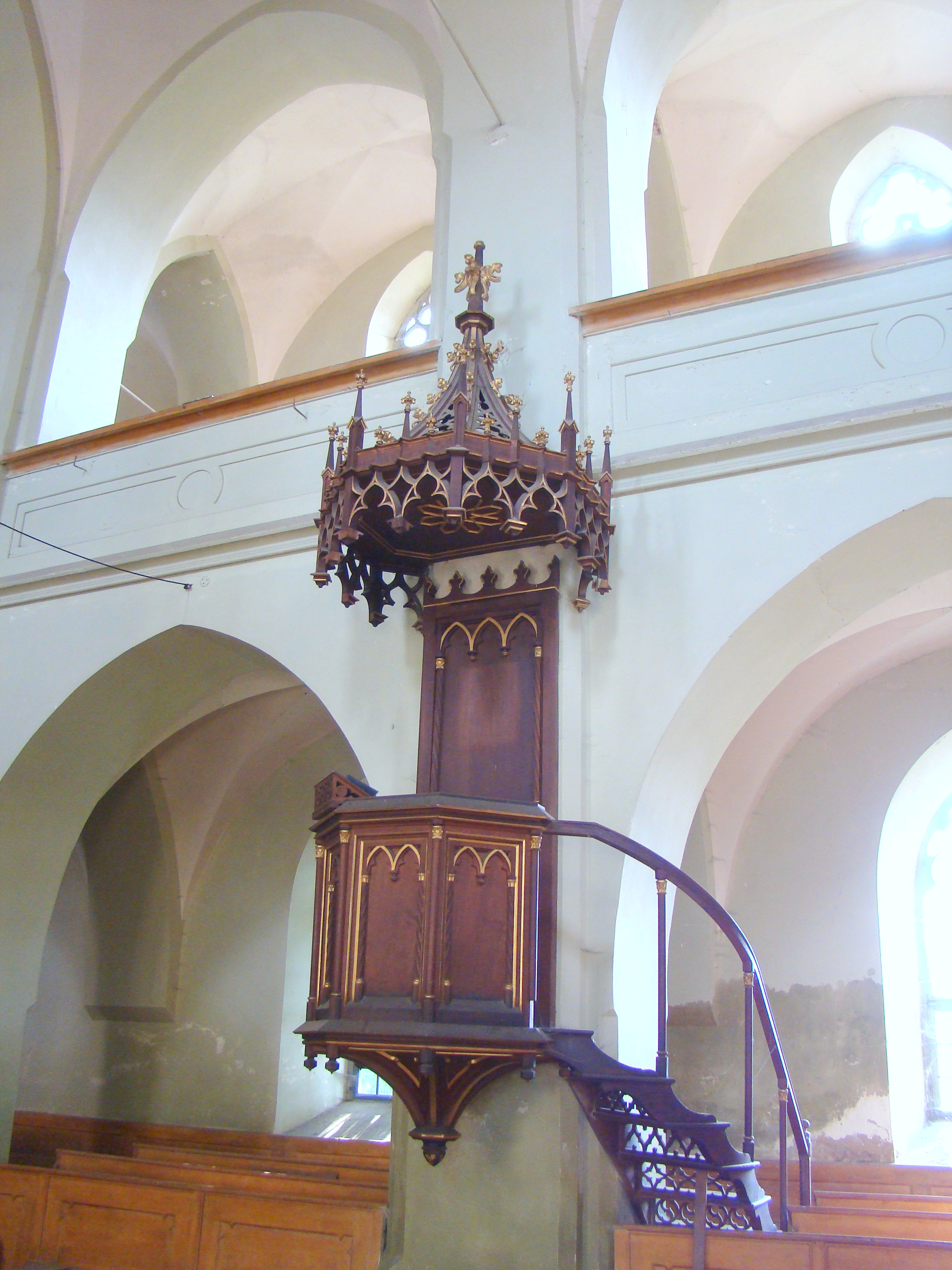
Az evangélikus templom belseje

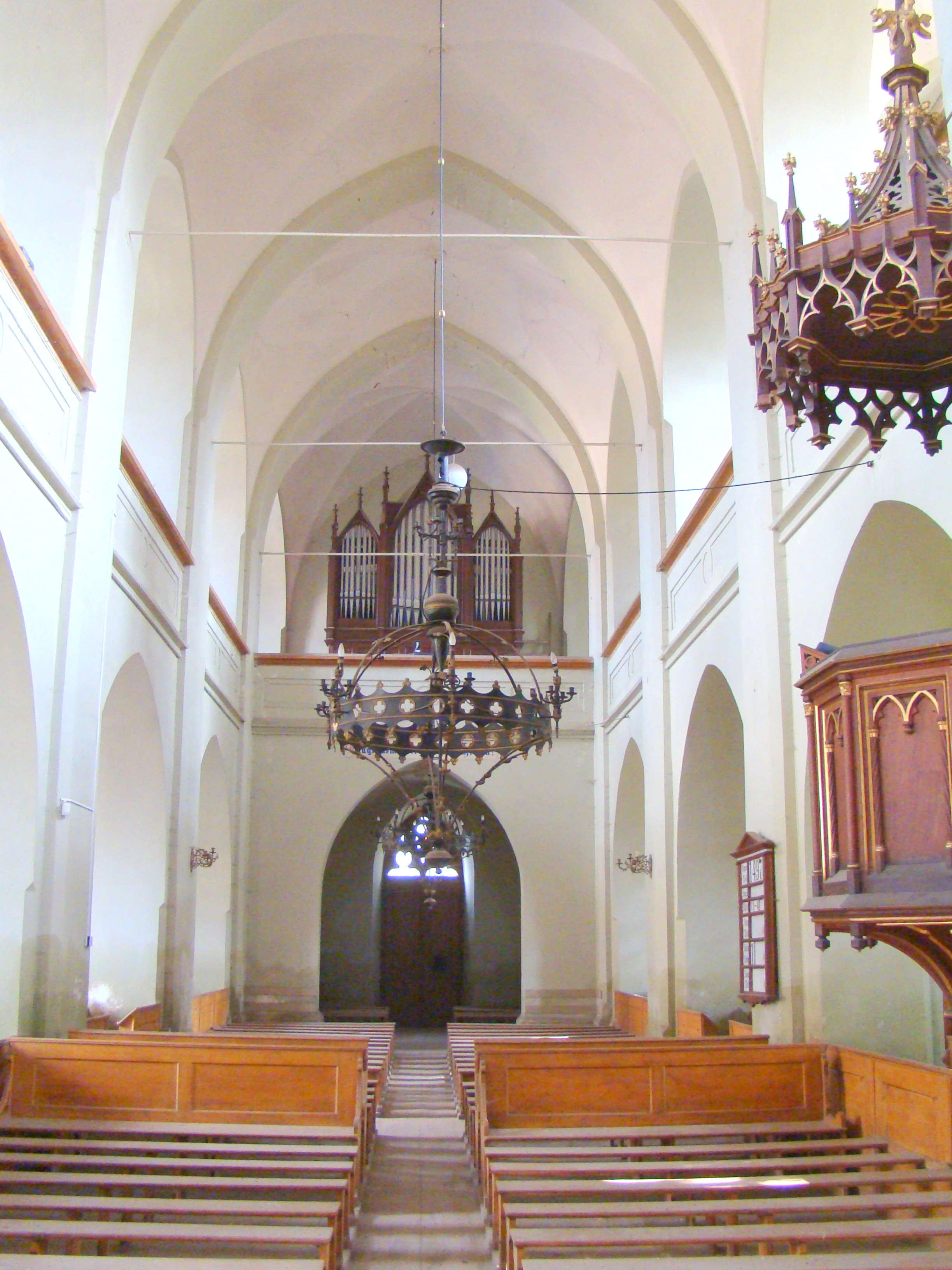

Sárkány (románul Șercaia, németül Schirkanyen, szászul Schirkonjen) falu  Romániában, Erdélyben, Brassó megyében, Fogarastól 12 km-re keletre.

## Története
Történeti névalakjai: 1235-ben Sarcam, 1372-ben Scherkkengen, 1429-ben Sorkingen, 1503-ban Sarkan, 1508-ban Schwrkengenndorf, 1532-ben Schírkengin, 1585-ben Sárkány.
Szász alapítású település előbb Fehér vármegyében, majd Fogaras vidékén, végül 1876 és 1950 között Fogaras megyében (a vármegye egyik járásának, a Sárkányi járásnak a székhelyeként). 1235-ben két plébánosát, Hermannt és Gerlachot említik. A helybéli hagyomány szerint a Monchenau határrész neve középkori kolostor emlékét őrzi. 1372-ben oppidum, vásáros hely volt a Brassó–Fogaras–Nagyszeben és a Segesvár–Kőhalom–Rozsnyó–Havasalföld utak kereszteződésében. A 15. században tartozékaival együtt a havasalföldi vajdák birtokolták. Az 1450-es években elpusztult. Az 1460-as években népesült be ismét kőhalomszéki és barcasági szászokkal és székelyekkel. Ez alkalomból Mátyás megerősítette korábbi kiváltságait. 1468-ban örökös birtokként Brassó városa szerezte meg. Mátyás 1474-ben utasította a száműzött Szép Radu havaselvi vajdát, hogy engedje át a brassóiaknak. A halmágyi és sonai szász lakosság pusztulása után német nyelvszigetté vált.
Négy fertályra oszlott, mindegyik élén egy-egy esküdttel. A szászok és a székelyek a négy fertályban vegyesen laktak. A 16. század második felében többször székely ember töltötte be a folnagyi tisztséget. 1556-ban ismét mezővárosként említették. Több lisztelő és fűrészmalmot és egy sörkocsmát tartott fenn. 1581-ben 121 családfő lakta. Bethlen Gábor csatolta a fogarasi váruradalomhoz. evangélikus egyháza hatóságilag 1640-től a 19. század elejéig a fogarasföldi református egyházmegye irányítása alatt állt, miközben vallási ügyekben a brassói szász szuperintendens irányította. 1640-ben a fogarasi fiskális uradalom 79 marhával szolgáló és 19 gyalogszeres jobbágyát, két polgárt, egy szabadost, egy kocsmárost, egy kertészt, három nyomorékot, két szász papot, egy iskolamestert és öt puszta házat írtak össze benne. Székely eredetű lakói a 18. század elejére a velük azonos, jobbágy jogállású szászokhoz asszimilálódtak. A 17–18. században a pataktól nyugatra román zsellérek települtek le. 1704-ben a kurucok határában győzelmet arattak a császáriakon. Már a 18. században postaállomás működött benne.
Román lakói 1783-ban kérvényezték, hogy számukra a kincstári, allodiális földekből jobbágytelkeket szakítsanak ki. A gubernium a kérvényt jóváhagyta, és a következő évben elrendelte a szessziók kimérését. A sárkányi szászok azonban hallani sem akartak róla, hogy román szomszédaik velük azonos jogállásra tegyenek szert. Mivel a kincstári birtok a szász univerzitás kezén volt, és bérlői is szászok voltak, 25 éven keresztül sikeresen hiúsították meg a rendelet végrehajtását. Többször megpróbálták kiűzni a románokat a faluból, és pénzért sem adtak el nekik földet. A románok többsége, újabb kérvények és petíciók sora után 1807-ben a görögkatolikus hitre való áttérést választotta. Számításuk bevált, mert Bob püspök közbenjárására Bánffy György erélyesen felszólította az Universitast a jobbágytelkek kiszakítására. A sárkányi szászok azonban megakadályozták a földmérőket a munka elvégzésében, és az immár az Universitas által a meggyőzésükre küldött kőhalom- és nagysinkszéki királybírók is dolgukvégezetlen távoztak a faluból. Végül Fogaras vidéke karhatalomként fegyveres alsóvenicei és gridi boérokat rendelt ki Sárkányra, akik hat hétig ügyeltek a rendre, amíg a földmérők kialakították a parcellákat. 54 család 138 hold földet kapott, jórészt a határ mocsaras részében. (A szászok úrbéres földjei 1818-ban 1621 holdat tettek ki.)
1818-ban 5939 holdas határából 2866 hold volt szántó, 1600 legelő és 1477 kaszáló. Viszonylag fejlett földművelése és állattenyésztése Fogaras vidéke egyik legmegbecsültebb településévé tette, és a szászok gazdálkodásának, életmódjának elemei jórészt a sárkányi románok közvetítésével terjedtek el a vidék falvaiban. A szászok a 18. századtól kezdve építettek kőházakat (a 20. század elején már tekintélyes méretűeket), a cseréptető a 19. század második felében terjedt el. Román lakói Mundra, Vád és Grid határában béreltek és vásároltak földeket. A téli hónapokban fontos jövedelmi forrást jelentett a len és a kender feldolgozása. A lenfonalat szekereken vitték az erdélyi vásárokba. 1842-ben, „Vásárlajstrom”-ában Nagy Ferenc híresnek és „Erdélyben legjobb”-nak nevezte a sárkányi lent. A kendert főként a brassói kötélgyártók vásárolták fel. Előbbi jelentőségének a 19. század második felében az olcsó pamut konkurenciája, utóbbiénak az 1886-os osztrák–magyar–román vámháború vetett véget, amely tönkretette a brassói kötélgyártókat.
Határának tagosítását 1879-ben hajtották végre. Bár a teljes lakosság tiltakozott ellene, következtében végül mindenki jól járt. A kincstári birtokot teljesen elválasztották a lakosokétól, és egyesítették a mundrai, sonai és todoricai kincstári birtoktestekkel. Községi földet ugyan – a vármegyében egyedül itt – nem jelöltek ki, de a határ jövedelmezősége jelentősen nőtt. A románok portáikhoz közelebb fekvő és jobb földeket kaptak. Lecsapolták a mocsaras részeket, a len és a kender termesztését az eladásra szánt zabé és burgonyáé váltotta fel. Az igavonó fehér marhákat bivalyokra cserélték, a szászok pedig a tejéért és a húsáért elkezdték a pinzgaui szarvasmarha tenyésztését. A kincstári birtokon a magyar állam mintagazdaságot állított fel, katonai kancateleppel, szarvasmarha- és 1879-től bivalytenyészettel. A munkaerőt főként mundraiak, todoricaiak és sonaiak alkották, az állatok mellé pedig székelyeket költöztettek be. A század végére az Osztrák–Magyar Monarchia legjelentősebb bivalytenyésztő településévé vált.
1870-ben járásbíróságot, 1911-ben adóhivatalt állítottak föl benne. Vasútja 1872–1873-ban épült ki. A 20. század elején jelentős település volt hároméves vásárral, csendőr- és pénzügyőrállomással, gyógyszertárral, állami és vármegyei erdőhivatallal, négy ügyvéddel, telekkönyvi hivatallal, járási orvossal, állatorvossal és sok, más településekről beköltözött iparossal. 1931-ben 5939 holdas határának 65%-a volt szántó, 23%-a rét, 19%-a pedig erdő. 1962 és 1973 között a településen középiskola (elméleti líceum) működött. A faluból kivándorolt szászok első találkozóját 1983-ban rendezték meg Augsburgban. Az 1975-ben elfogadott romániai településrendezési tervben kiemelt településként szerepelt, az 1985 utáni időszakra ütemezték várossá való fejlesztését.

## Népessége
- 1850-ben 1466 lakosából 965 volt német, 394 román és 103 cigány nemzetiségű; 962 evangélikus, 382 görögkatolikus és 115 ortodox vallású.
- 1910-ben 1925 lakosából 869 volt német, 693 román és 359 magyar nemzetiségű (utóbbiak közül 129 az ún. Kincstári tanyán élt); 873 evangélikus, 630 görögkatolikus, 197 református, 104 római katolikus, 72 ortodox, 33 zsidó és 16 unitárius vallású. A népszámlálás időpontjában 50 sárkányi tartózkodott Amerikában, 25 Romániában és 50 az ország más vidékein.
- 2002-ben 1859 lakosából 1540 vallotta magát román, 195 magyar, 97 roma és 26 német nemzetiségűnek; 1601 ortodox, 67 görögkatolikus, 56 református, 46 római katolikus, 45 evangélikus és 24 adventista vallásúnak.

## Látnivalók
- Szász evangélikus temploma 1868 és 1875 között épült, neogótikus stílusban. Különálló harangornya a 15. századi gótikus templomból maradt meg, rajta 1691-es dátum olvasható, 1819-ben renoválták. Az oltár Peter Bartesch brassói főépítész alkotása, domborműve Leonardo da Vinci Utolsó vacsorájának másolata.
- Az evangélikus parókiaépület 1839–1840-ben épült.
- Több épület maradt fenn a 18. századból, köztük az iskoláé (amely 1945-ig községháza volt) és az erdészeti hivatalé.

## Híres emberek
- 1821. július 21-én itt járt Széchenyi István.
- Itt született 1854. január 29-én Alexandru Ciurcu feltaláló.
- Itt született 1930. november 8-án Tamás Mária költő, író, műfordító.

## Gazdaság
- Disznóhízlalda (50 ezer sertés).
- Bivalytenyésztés.
- Építőanyag-ipar.

## Képek

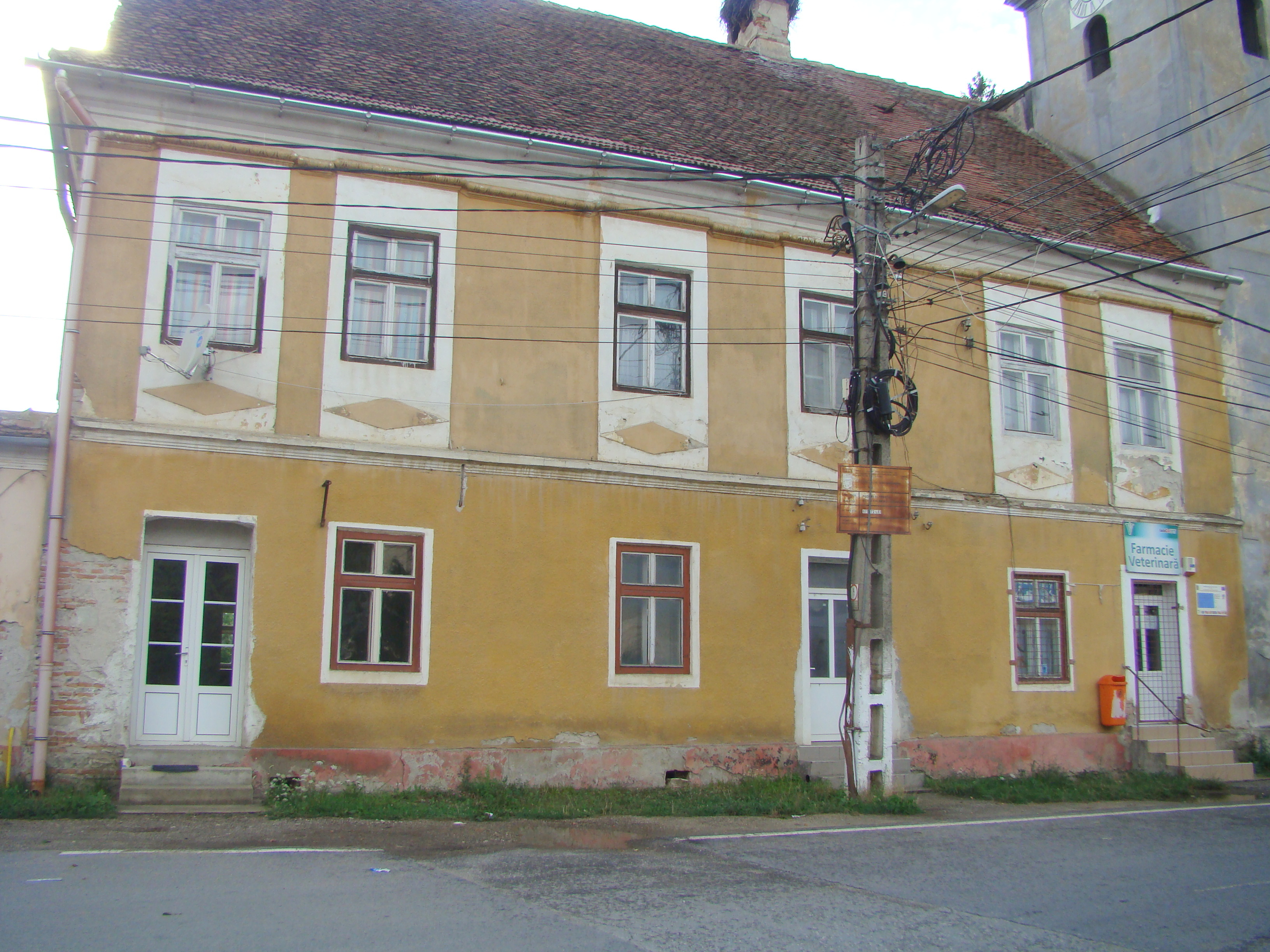
Evangélikus parókia
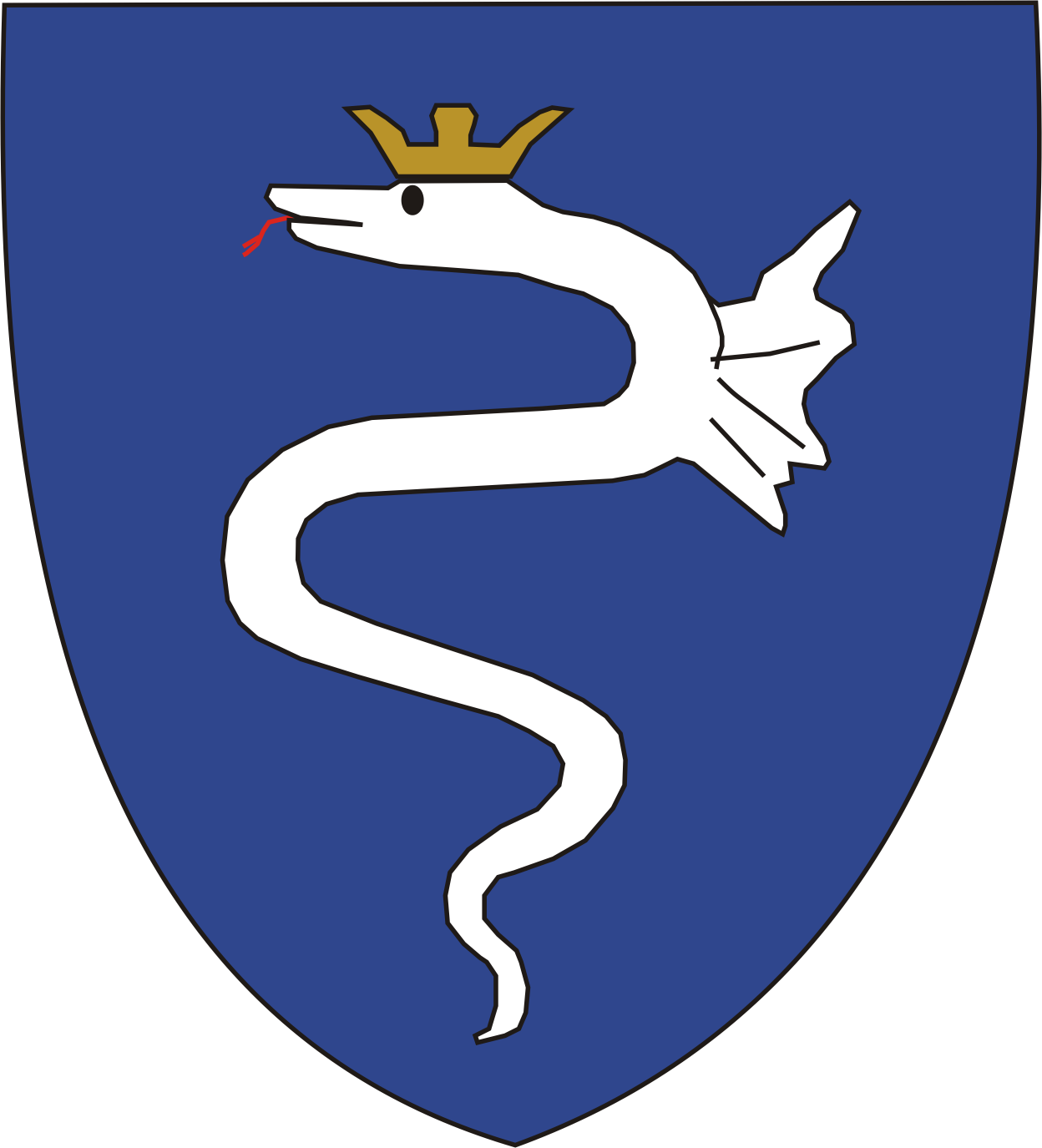
A falu régi címere